# Kindervorsorgeuntersuchung (Deutschland)
Kindervorsorgeuntersuchungen sollen sicherstellen, dass Defekte und Erkrankungen von Neugeborenen, Kleinkindern und Kindern, insbesondere solche, die eine normale körperliche und geistige Entwicklung des Kindes in besonderem Maße gefährden, möglichst schnell durch einen Kinder- und Jugendarzt oder Hausarzt erkannt werden, um früh eine Therapie einleiten zu können. Zugleich sollen die Untersuchungen dazu beitragen, Fälle von Vernachlässigung, Verwahrlosung, Kindesmisshandlung oder sexuellem Missbrauch zu erkennen und einem entsprechenden Fehlverhalten der Erziehungsberechtigten vorzubeugen. In einigen deutschen Ländern ist deshalb ein verbindliches Einlade- und Meldewesen zur Vorstellung zu den Untersuchungen beschlossen worden.

## Hintergrund
Der Gemeinsame Bundesausschuss der Ärzte und Krankenkassen hat in den „Kinder-Richtlinien“ die ärztlichen Maßnahmen zur Früherkennung von Krankheiten bei Kindern bis zur Vollendung des 6. Lebensjahres festgelegt. Die Kindervorsorgeuntersuchungen U1 bis U9 werden im gelben Kinder-Untersuchungsheft „Gelbes Heft“ des Gemeinsamen Bundesausschusses vom Kinder- und Jugendarzt oder Hausarzt dokumentiert. Rechtsgrundlage der Kindervorsorgeuntersuchungen ist § 26 SGB V.
Kindervorsorgeuntersuchungen wurden in Deutschland erstmals 1971 als verbindliche Maßnahme zur Früherkennung von Krankheiten bei Kindern eingeführt. Seit dem 1. Juli 1971 zählen 7 Vorsorgeuntersuchungen für Kinder bis zum vollendeten 4. Lebensjahr als Früherkennungsmaßnahmen für Säuglinge und Kleinkinder zu den Pflichtleistungen der Krankenkassen. Seit Mai 2006 können Eltern für ihre Kinder und Jugendlichen ein zusätzliches Vorsorgeheft mit vier neuen Vorsorgen (U7a, U10, U11, J2) erhalten, welche Lücken zwischen den bisherigen Terminen schließen, um eine bessere Prävention in den verschiedenen, für die Entwicklung des Kindes entscheidenden Altersstufen zu ermöglichen. Zwei Jahre nach Einführung wurde die U7a (mit reduziertem Leistungsumfang) in das Pflichtangebot aller gesetzlichen Krankenversicherungen aufgenommen. Aber auch die Kosten für die anderen drei neuen Vorsorgen (in der Tabelle kursiv markiert) werden von vielen gesetzlichen Krankenkassen übernommen.
Das ab dem 1. September 2016 neu überarbeitete „Gelbe Heft“ informiert Eltern genauer über den Inhalt der einzelnen Untersuchungen und enthält eine herausnehmbare Teilnahmekarte, mit der Erziehungsberechtigte die Teilnahme gegenüber Kindergärten usw. dokumentieren können, ohne Detailinformationen herauszugeben. Ab dem 1. September 2016 rückt zudem die Eltern-Kind-Beziehung stärker in den Fokus der Vorsorgeuntersuchungen. Zugleich werden eine Beratung zum Impfschutz als verbindlicher Bestandteil der U-Untersuchungen, ein Mukoviszidose-Screening für Neugeborene sowie festgelegte Standards für U1 bis U9 eingeführt. Letztere betreffen vor allem Hör- und Sehtests.
Vorsorgeuntersuchungen sind ein wesentlicher Bestandteil der Pädiatrie und der Betreuung beim Familienarzt/Hausarzt. Einen Schwerpunkt der Weiterbildung bildet seit einiger Zeit die sichere Diagnostik von Kindesmisshandlungen und sexuellem Missbrauch von Kindern.
Unabhängig hiervon bestehen in Deutschland verpflichtende Schuleingangsuntersuchungen.

## Die einzelnen Untersuchungen
| Name  | Alter                                             | Untersuchung |
| ----- | ------------------------------------------------- | --- |
| APGAR | 1.+ 5. + 10. Lebensminute                         | Es erfolgt eine Bewertung nach dem Apgar-Score. |
| U1    | 2.–4. Lebensstunde                                | Die U1 dient dazu, Defekte vitaler Funktionen aufzudecken, die sofortiges Handeln erfordern, während die U2 eine ausführliche Untersuchung des Kindes ist, bei der auch ganz besonders Körperhaltung, Motorik und Muskelgrundspannung (Tonus) untersucht werden. Ziel ist die Beurteilung des kindlichen Gesundheitszustandes mit allen Sinnen, die sich aus folgenden Komponenten zusammensetzt: - 1. Inspektion (Betrachtung): Hautfarbe, Ödeme, Blutungen, Geburtsverletzungen, Angiome, Symmetrie und Beschaffenheit der Fontanellen, Augen, Ohren und des Mundes sowie der Extremitäten (Fußstellung, Faltenasymmetrien), Gelenke, Wirbelsäule. - 2. Auskultation (Abhören): Herz und Lunge (Fragestellung: Herzfehler, Atmungsanomalien). - 3. Palpation (Abtasten): Abtasten des Bauches (Tumorsuche), Genitalien (Descensus des Hodens), Leistenpulse, Analregion. Zur Untersuchung gehört das Messen (Körperlänge und Kopfumfang) und Wiegen des Babys. |
| U2    | 3.–10. Lebenstag                                  | Zumeist wird die U2 noch in der Klinik durchgeführt und enthält die Beurteilung von Haut, Organen, Geschlechtsteilen sowie eine Blutentnahme zum Screening auf verschiedene angeborene behandelbare Stoffwechselkrankheiten und Hormonstörungen. In den letzten Jahren hat auch ein Hörtest Eingang in das Untersuchungskonzept gefunden, da ein frühes Erkennen einer Hörstörung die Möglichkeit bietet, das betroffene Kind in seiner sozialen und emotionalen Entwicklung nachhaltig zu fördern und Sprachentwicklungsstörungen zu vermeiden. Der Gemeinsame Bundesausschuss hat im Juni 2008 beschlossen, dieses Neugeborenenhörscreening von 2009 an als Leistung der Gesetzlichen Krankenversicherung einzuführen. Üblicherweise informiert der Arzt im Rahmen dieser Untersuchung auch über Rachitisprophylaxe mit Vitamin-D-Präparaten und eine optimale Schlafumgebung zur Vorbeugung gegen plötzlichen Kindstod.                                       |
| U3    | 4.–5. Lebenswoche                                 | U3 ist meist die erste beim eigenen Kinder- und Jugendarzt oder Hausarzt stattfindende Untersuchung. Überprüfung von verschiedenen Körperfunktionen. Das Hörvermögen wird mittels sogenanntem Rasseltest getestet. Mit einer Rassel (oder anderen Geräuschquelle) wird festgestellt, ob das Kind Reaktionen wie „Kopf drehen“ zeigt, oder die Augen zur Geräuschquelle bewegt. Zusätzlich wird das sogenannte Neugeborenen-Hüftscreening durchgeführt. Dazu erfolgt eine Sonografie beider Hüften (Hüftultraschall), um eine Hüftdysplasie zu diagnostizieren (bei 1–3 % aller Neugeborenen). Eine erste Beratung zu Impfungen findet statt. |
| U4    | 3.–4. Lebensmonat                                 | In den folgenden Untersuchungen (bis U7) wird das Hauptaugenmerk auf die zeitgerechte körperliche Entwicklung des Kindes gelegt, um beispielsweise zerebrale Bewegungsstörungen aufzudecken. Hierbei sollte in der Unterhaltung mit dem Arzt unbedingt über zeitgerechte Impfungen gesprochen werden. |
| U5    | 6.–7. Lebensmonat                                 | In den folgenden Untersuchungen (bis U7) wird das Hauptaugenmerk auf die zeitgerechte körperliche Entwicklung des Kindes gelegt, um beispielsweise zerebrale Bewegungsstörungen aufzudecken. Hierbei sollte in der Unterhaltung mit dem Arzt unbedingt über zeitgerechte Impfungen gesprochen werden. |
| U6    | 10.–12. Lebensmonat                               | In den folgenden Untersuchungen (bis U7) wird das Hauptaugenmerk auf die zeitgerechte körperliche Entwicklung des Kindes gelegt, um beispielsweise zerebrale Bewegungsstörungen aufzudecken. Hierbei sollte in der Unterhaltung mit dem Arzt unbedingt über zeitgerechte Impfungen gesprochen werden. |
| U7    | 21.–24. Lebensmonat                               | In den folgenden Untersuchungen (bis U7) wird das Hauptaugenmerk auf die zeitgerechte körperliche Entwicklung des Kindes gelegt, um beispielsweise zerebrale Bewegungsstörungen aufzudecken. Hierbei sollte in der Unterhaltung mit dem Arzt unbedingt über zeitgerechte Impfungen gesprochen werden. |
| U7a   | 34.–36. Lebensmonat                               | Bei der U7a geht es im Wesentlichen um Erkennen von allergischen Erkrankungen, Sozialisations- und Verhaltensstörungen, Übergewicht, Sprachentwicklungsstörungen, Zahn-, Mund- und Kieferanomalien. Die U7a ist zum 1. Juli 2008 als Leistung der Gesetzlichen Krankenversicherung (GKV) eingeführt worden. |
| U8    | 46.–48. Lebensmonat                               | Bei der U8 werden unter anderem die Beweglichkeit und Koordinationsfähigkeit des Kindes sowie Reflexe, Muskelkraft, Aussprache und der Zahnstatus untersucht. |
| U9    | 60.–64. Lebensmonat                               | Die U9 findet im Jahr vor der Einschulung statt. Sie enthält wiederum Tests auf Koordinationsfähigkeit (Grob- und Feinmotorik), das Sprachverständnis sowie das Hör- und Sehvermögen. |
| U10   | 8.–9. Lebensjahr (Alter des Kindes 7–8 Jahre)     | Die U10 soll mit der U11 die Lücke zwischen U9 (mit etwa fünf Jahren) und J1 (mit etwa 12 bis 14 Jahren) schließen. Schwerpunkte: Erkennen und Behandlungseinleitung von umschriebenen Entwicklungsstörungen (z. B. Lese-Rechtschreib-Rechenstörungen), Störungen der motorischen Entwicklung und Verhaltensstörungen (z. B. ADHS). Freiwillige Teilnahme. |
| U11   | 10.–11. Lebensjahr (Alter des Kindes 9–10 Jahre)  | Schwerpunkte der U11 sind: Erkennen und Behandlungseinleitung von Schulleistungsstörungen, Sozialisations- und Verhaltensstörungen, Zahn-, Mund- und Kieferanomalien, gesundheitsschädigendem Medienverhalten. Diese Untersuchung soll unter anderem der Bewegungs- und Sportförderung dienen, den problematischen Umgang mit Suchtmitteln erkennen und verhindern helfen, aber auch gesundheitsbewusstes Verhalten unterstützen (u. a. Ernährungs-, Bewegungs-, Stress-, Sucht- und Medienberatung). Freiwillige Teilnahme. |
| J1    | 13.–15. Lebensjahr (Alter des Kindes 12–14 Jahre) | Die vorletzte Untersuchung der „U-Reihe“ ist die J1 (Jugendgesundheitsuntersuchung), bei der noch einmal auf Haltungsanomalien untersucht wird. Des Weiteren werden der Impfstatus, Strumaprophylaxe, Blutdruck, besondere familiäre Situationen, schulische Entwicklung, das Gesundheitsverhalten und die Motorik erfasst. Pubertätsentwicklung und Sexualverhalten werden besprochen. |
| J2    | 17.–18. Lebensjahr (Alter des Kindes 16–17 Jahre) | Schwerpunkte der letzten Vorsorgeuntersuchung im Jugendalter J2 sind: Erkennen und Behandlungseinleitung von Pubertäts- und Sexualitätsstörungen, Haltungsstörungen, Kropfbildung, Diabetes-Vorsorge, Sozialisations- und Verhaltensstörungen. Begleitende Beratung bei der Berufswahl. Freiwillige Teilnahme. |

Ärzteverbände raten, die Untersuchungszeiträume im Interesse des Kindes einzuhalten. Durch die verbesserte Kinderschutzgesetzgebung 2012 wurden weitere Instrumente eingeführt, so das Gesetz zur Kooperation und Information im Kinderschutz über das BKiSchG. Die Kinderärzte haben gem. SGB VIII § 8b nun einen Rechtsanspruch auf Beratung.
Um Eltern bei der Einhaltung der Impf- und Vorsorgetermine ihrer Kinder zu unterstützen, bietet der Berufsverband der Kinder- und Jugendärzte e. V. (BVKJ) einen kostenlosen Impf- und Vorsorge-Erinnerungs-Service an, der Eltern rechtzeitig per E-Mail über anstehende Impf- und Vorsorgetermine informiert.

## Verbindliches Einlade- und Meldewesen
In einigen Bundesländern, darunter Berlin, Bremen, Hessen, Saarland, Rheinland-Pfalz, Brandenburg, Sachsen, Schleswig-Holstein, Niedersachsen, Nordrhein-Westfalen und Thüringen, sind Gesetze in Kraft getreten, die durch Datenübermittlungen der Meldebehörden und der Kinder- und Jugendärzte die Teilnahme an den Vorsorgeuntersuchungen sicherstellen sollen. Die Gesetzesinitiative geht auf einen Beschluss der Jugendministerkonferenz „Kinder und Gesundheit“ vom Mai 2005 zurück. Diesem Beschluss hat sich die 79. Gesundheitsministerkonferenz der Länder 2006 angeschlossen.
In Nordrhein-Westfalen ist die Verordnung zur Datenmeldung der Teilnahme an Kinderfrüherkennungsuntersuchungen / U-Untersuchungen (UTeilnahmeDatVO) vom 10. September 2008 maßgeblich. Die Aufgaben der Zentralen Stelle nimmt das Landesinstitut für Gesundheit und Arbeit wahr. § 3 bestimmt:
„Liegt auch drei Wochen nach Erinnerung für die jeweilige Früherkennungsuntersuchung – bei der U 5 sechs Wochen nach Erinnerung - keine Teilnahmemeldung vor, informiert die Zentrale Stelle den für den Wohnsitz des Kindes zuständigen Träger der öffentlichen Jugendhilfe. (…) Der örtliche Träger der öffentlichen Jugendhilfe entscheidet in eigener Zuständigkeit, ob gewichtige Anhaltspunkte für die Gefährdung des Wohls eines Kindes vorliegen und welche Maßnahmen gegebenenfalls geeignet und notwendig sind. Hierbei können die übermittelten Daten als weiterer Indikator herangezogen werden. Dabei empfiehlt sich die Zusammenarbeit insbesondere mit den Trägern des öffentlichen Gesundheitsdienstes und anderen Behörden, Trägern, Einrichtungen und Personen, die Verantwortung für das Kindeswohl tragen.“
Der Landesbeauftragte für Datenschutz in Schleswig-Holstein äußert sich in seinem 31. Tätigkeitsbericht vom 31. März 2009 zum kontrollierenden Einladewesen:
„Allerdings besteht keine Pflicht für die Eltern, dem Jugendamt die Teilnahme an der Untersuchung, z. B. durch Vorlage des gelben Heftes, nachzuweisen. Schließlich gibt es nach wie vor überhaupt keine Pflicht zur Teilnahme an den Untersuchungen. Das Jugendamt ist gesetzlich zum Tätigwerden verpflichtet, muss sich aber darauf beschränken, durch eine Bestandsaufnahme festzustellen, ob Anzeichen für eine Kindeswohlgefährdung vorliegen. Ist dies nicht der Fall, so kann es keine weiteren Schritte unternehmen, um doch an die Information zu gelangen, ob die Untersuchungen wahrgenommen wurden oder nicht.“
Der sächsische Landes-Datenschutzbeauftragte schreibt in seinem 14. Tätigkeitsbericht vom 31. März 2009:
„Angesichts dessen sehe ich keine für eine verfassungsrechtliche Beurteilung erkennbare Rechtfertigung der geplanten Erfassungs- und Überwachungsmaßnahmen, so dass die vom Gesetz angeordnete Fahndung nach den 4 % Anteilen von Nichtteilnehmern nach den Maßstäben des Bundesverfassungsgerichts als eine Ermittlung ins Blaue hinein im Sinne der Rasterfahndungsentscheidung (E 115, 360 f.) bzw. der Entscheidung zum automatisierten Abgleich von Autokennzeichen (NJW 2008, 1515 rSp.) anzusehen und somit zumindest unverhältnismäßig im engeren Sinne (unangemessen) und daher verfassungswidrig ist.“

## Zahnärztliche Früherkennungsuntersuchung
Die Individualprophylaxe bei Kindern und Jugendlichen wird durch den Gesetzgeber besonders gefördert und wurde durch den § 22 SGB V als Kassenleistung verankert.

## Erfassung in Gesundheitsportalen
Die Daten können neben dem gelben U-Heft in Gesundheitsportalen erfasst werden.